# Krimisos
Krimisos (altgriechisch Κριμισός Krimisós, lateinisch Crinisus) ist in der Antike der Gott eines Flusses auf Sizilien, vermutlich der heutige Belice. Wie alle Flussgötter gilt er als Sohn der Tethys und ihres Bruders Okeanos.
Laut Vergil und Hyginus Mythographus zeugte Krimisos mit einer troischen Nymphe namens Egesta oder Segesta den Acestes, der später die sizilische Stadt Segesta gründete. 